# Main bei Mühlheim und NSG 'Rumpenheimer und Bürgeler Kiesgruben'
Main bei Mühlheim und NSG 'Rumpenheimer und Bürgeler Kiesgruben' este o arie protejată (arie de protecție specială avifaunistică — SPA) din Germania întinsă pe o suprafață de 126,45 ha, integral pe uscat.

## Localizare
Centrul sitului Main bei Mühlheim und NSG 'Rumpenheimer und Bürgeler Kiesgruben' este situat la coordonatele 50°07′49″N 8°50′43″E / 50.1303°N 8.8453°E.

## Înființare
Situl Main bei Mühlheim und NSG 'Rumpenheimer und Bürgeler Kiesgruben' a fost declarat arie de protecție specială avifaunistică în aprilie 2003 pentru a proteja 42 de specii de animale.

## Biodiversitate
Situată în ecoregiunea continentală, aria protejată nu include niciun habitat protejat.
La baza desemnării sitului se află mai multe specii protejate de  păsări (42): lăcar-de-lac (Acrocephalus scirpaceus), fluierar de munte (Actitis hypoleucos), pescăruș albastru (Alcedo atthis), rață sulițar (Anas acuta), rață lingurar (Anas clypeata), rață mică (Anas crecca crecca), rață fluierătoare (Anas penelope), Anas platyrhynchos platyrhynchos, rață cârâitoare (Anas querquedula), Anas strepera strepera, gâscă cenușie (Anser anser), Ardea cinerea cinerea, rață-cu-cap-castaniu (Aythya ferina), rața moțată (Aythya fuligula), Aythya marila, rață roșie (Aythya nyroca), buhai de baltă (Botaurus stellaris stellaris), Bucephala clangula, fugaci de țărm (Calidris alpina), chirighiță neagră (Chlidonias niger), cioară de semănătură (Corvus frugilegus), lebădă de vară (Cygnus olor), ciocănitoare pestriță mică (Dendrocopos minor), egretă albă (Egretta alba), Falco peregrinus peregrinus, Fulica atra atra, Ixobrychus minutus minutus, Larus michahellis, pescăruș râzător (Larus ridibundus), Melanitta fusca fusca, ferestraș mic (Mergus albellus), Mergus merganser merganser, Mergus serrator, gaia neagră (Milvus migrans), rață cu ciuf (Netta rufina), grangur (Oriolus oriolus), cormoran mare (Phalacrocorax carbo carbo), ciocănitoare verzuie (Picus canus), Podiceps cristatus cristatus, Podiceps grisegena grisegena, eider (Somateria mollissima), Tachybaptus ruficollis ruficollis.
Pe lângă speciile protejate, pe teritoriul sitului au mai fost identificate 1 specie de păsări.